# Liste der Biografien/Gur
Liste der Biografien |
Portal Biografien |
Personensuche
# |
A |
B |
C |
D |
E |
F |
G |
H |
I |
J |
K |
L |
M |
N |
O |
P |
Q |
R |
S |
T |
U |
V |
W |
X |
Y |
Z |
?
 
Ga |
Gb |
Gc |
Gd |
Ge |
Gf |
Gh |
Gi |
Gj |
Gk |
Gl |
Gm |
Gn |
Go |
Gp |
Gq |
Gr |
Gs |
Gu |
Gv |
Gw |
Gy |
Gz
 
Gua |
Gub |
Guc |
Gud |
Gue |
Guf |
Gug |
Guh |
Gui |
Guj |
Guk |
Gul |
Gum |
Gun |
Guo |
Gup |
Gur |
Gus |
Gut |
Guu |
Guv |
Guw |
Guy |
Guz
Die Liste der Biografien führt alle Personen auf, die in der deutschsprachigen Wikipedia einen Artikel haben. Dieses ist eine Teilliste mit 384 Einträgen von Personen, deren Namen mit den Buchstaben „Gur“ beginnt.

## Gur
- Gur, Aliza (* 1944), israelische Schauspielerin und ehemaliges ModelAliza Gur (* 1944)

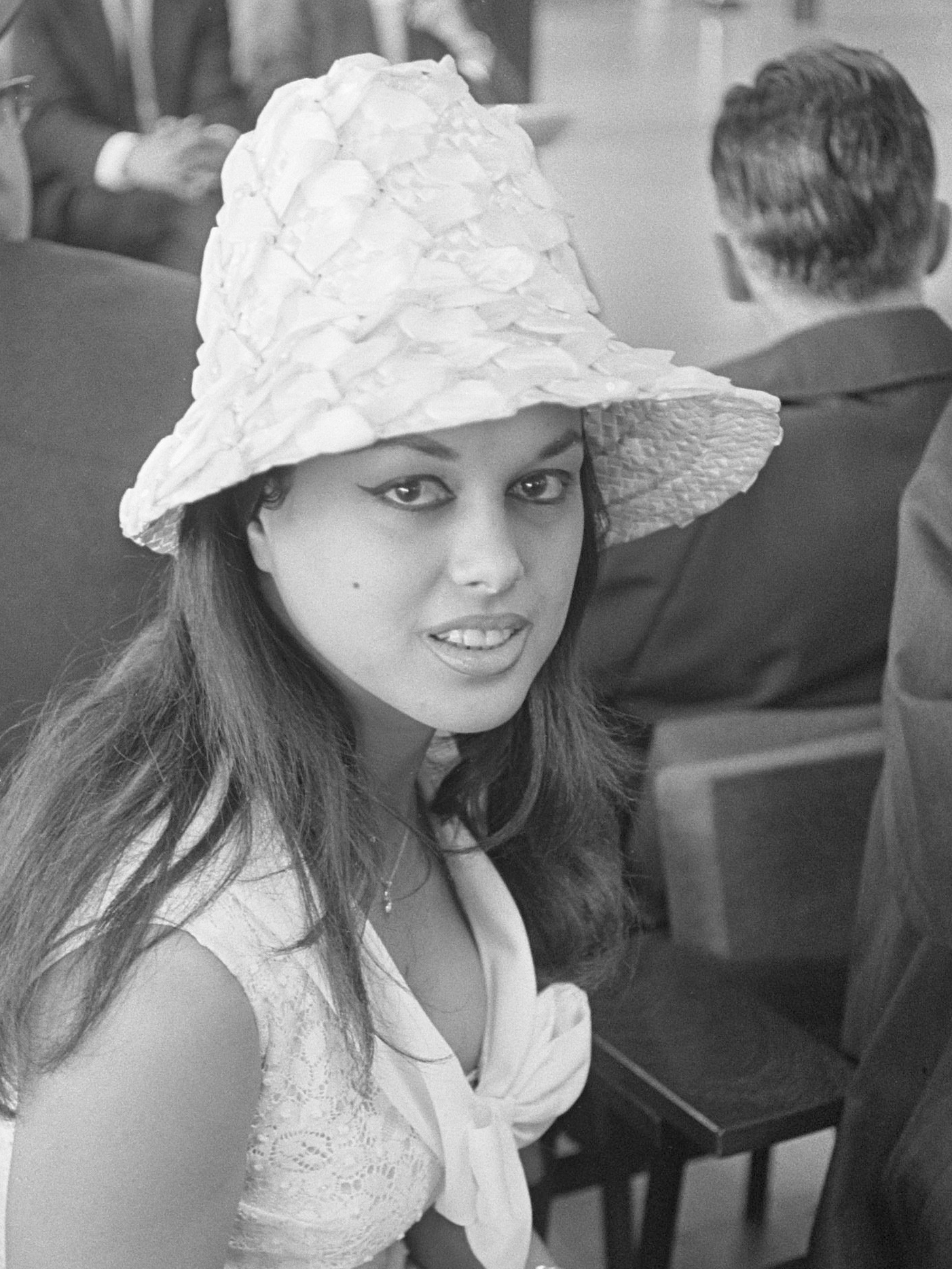
Aliza Gur (* 1944)

- Gur, Batya (1947–2005), israelische Schriftstellerin
- Gür, Bekir (* 1972), türkischer Fußballspieler
- Gur, Ephraim (* 1955), georgisch-israelischer Politiker
- Gür, Funda (* 1970), deutsche politische Beamtin (SPD)
- Gür, Hamza (* 1994), türkischer Fußballspieler
- Gür, Metin (* 1939), deutsch-türkischer Journalist, Publizist und Sachbuchautor
- Gur, Mordechai (1930–1995), israelischer Generalstabschef und Politiker
- Gür, Olcay (* 1991), liechtensteinischer Fussballspieler
- Gur-Aryeh, Gaya (* 1995), israelische Schauspielerin
- Gür-Şeker, Derya (* 1981), deutsche Diskurs- und Medienforscherin

### Gura
- Gura, Anita (1911–1978), deutsche Opernsängerin (Sopran)
- Gura, Eugen (1842–1906), österreichisch-deutscher Opernsänger
- Gura, Eugen junior (1869–1944), österreichischer Schauspieler
- Gura, Hedy (1893–1967), deutsche Opernsängerin (Mezzosopran) und Gesangslehrerin
- Gura, Hermann (1870–1945), deutscher Sänger und Bühnenschauspieler
- Gura, Sascha (1896–1946), deutsche Schauspielerin
- Güra, Werner (* 1964), deutscher Opernsänger (Tenor)
- Güraçar, Erman (* 1974), türkischer Fußballspieler
- Guradze, Hans (1861–1923), deutscher Bildhauer und Grafiker
- Gürak, Metin (* 1960), türkischer Obergeneral und Generalstabschef der türkischen StreitkräfteMetin Gürak (* 1960)

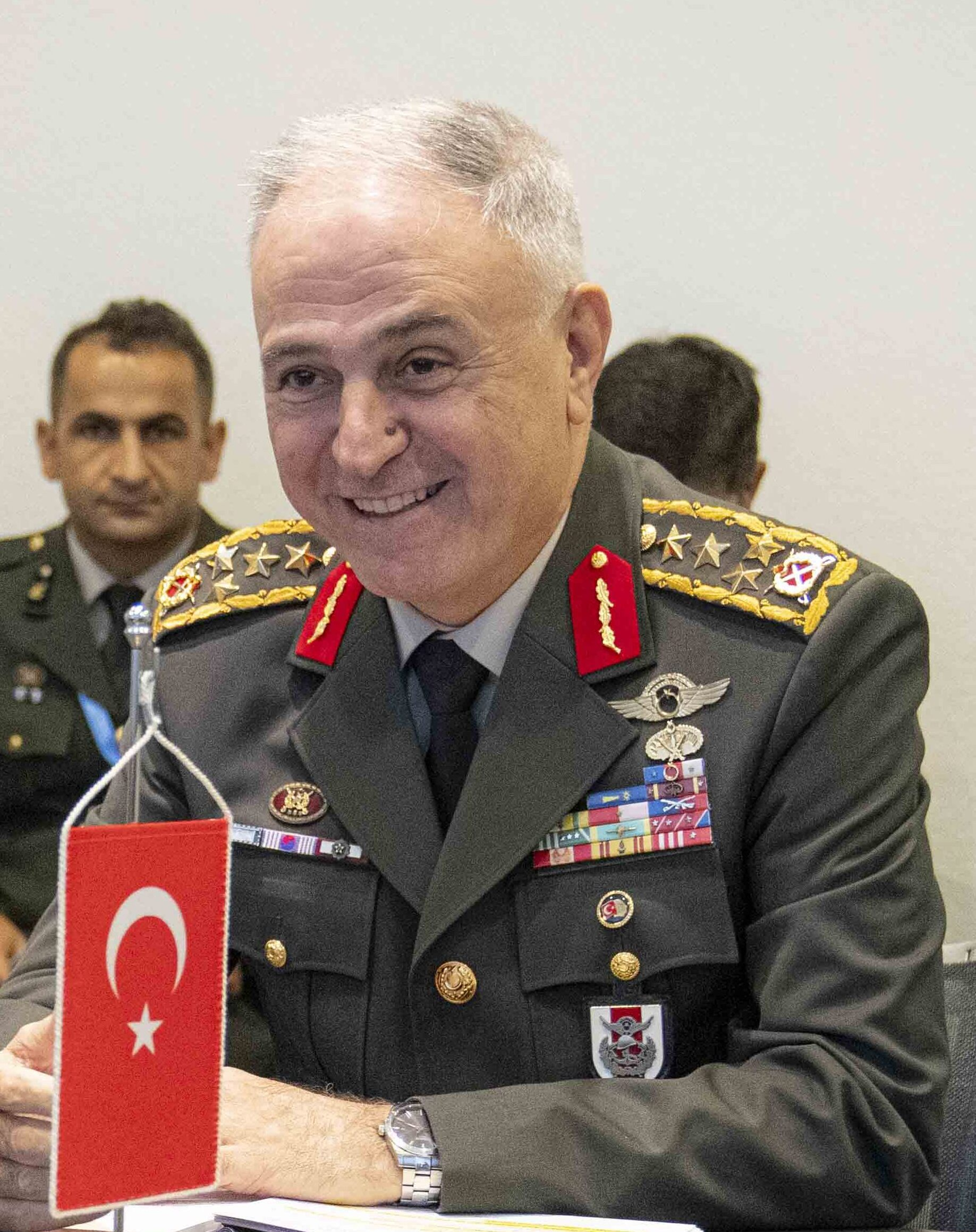
Metin Gürak (* 1960)

- Gürakar, Hidir (* 1953), deutsch-türkischer Politiker (SPD), MdL
- Gurakuqi, Luigj (1879–1925), albanischer Schriftsteller und Politiker
- Güral, Emre (* 1989), deutsch-türkischer Fußballspieler
- Guralnick, Peter (* 1943), US-amerikanischer Autor und Musikjournalist
- Guralnick, Robert (* 1950), US-amerikanischer Mathematiker
- Guralnik, Gerald (1936–2014), US-amerikanischer Physiker
- Guramischwili, Dawit (1705–1792), georgischer Dichter
- Guramischwili, Sopiko (* 1991), georgische Schachspielerin
- Guramischwili-Nikoladse, Olga (1855–1940), russische bzw. sowjetische Biologin und Pädagogin
- Guran, Alexander (1824–1888), österreichischer Feldmarschallleutnant, Lehrer, Vorstand der Militärakademie und Leiter des Militärgeographischen Instituts und Maler
- Güran, Nazmi Ziya (1881–1937), türkischer Maler
- Gurandukt von Abchasien, Königin von Tao-Klardschetien
- Gurary, Schemaryahu (1897–1989), Rabbiner der jüdischen Chabad-Bewegung
- Guraspaschwili, Giorgi (* 1959), georgischer Maler und Bildhauer
- Guratzsch, Dankwart (* 1939), deutscher Journalist
- Guratzsch, Herwig (* 1944), deutscher Kunsthistoriker
- Güray, Funda (* 1988), türkische Schauspielerin

### Gurb
- Gürbaca, Tatjana (* 1973), deutsche Regisseurin
- Gurbansoltan-eje (1913–1948), turkmenische Mutter des turkmenischen Staats- und Regierungschefs Saparmyrat Nyýazow
- Gurbaxani, Indira (1961–2012), deutsch-indische Ökonomin
- Gurbaxani, Kreishh (* 2002), indischer Snookerspieler
- Gurbaz, Rahmanullah (* 2001), afghanischer Cricketspieler
- Gürber, August (1864–1937), Physiologe, Pharmakologe und Rektor der Philipps-Universität Marburg
- Gürber, Hansueli (1951–2022), Jugendanwalt des Schweizer Kantons Zürich
- Gurbig, Hans (* 1990), deutscher Schauspieler
- Gurbindo, Eduardo (* 1987), spanischer Handballspieler
- Gürbüz, Aslıhan (* 1983), türkische Schauspielerin
- Gürbüz, Bülent (1930–2004), türkischer Fußballspieler
- Gürbüz, Dionysios İsa (* 1962), türkischer Geistlicher, amtierender syrisch-orthodoxer Bischof für die Schweiz und Österreich
- Gürbüz, Emre (* 1991), türkischer Fußballspieler
- Gürbüz, Eser (* 2007), niederländisch-türkischer Fußballspieler
- Gürbüz, Mehmet Kadri Şander (* 1953), türkischer Diplomat
- Gürbüz, Muharrem (* 1957), türkischer Fußballspieler
- Gürbüz, Sedat (1990–2020), Opfer des Anschlags in Hanau vom 19. Februar 2020
- Gürbüz, Selma (1960–2021), türkische Malerin und Bildhauerin
- Gürbüzerol, Murat (* 1988), türkischer Fußballspieler

### Gurd
- Gurda, Kazimierz (* 1953), polnischer Geistlicher, Bischof von Siedlce
- Gurdal, Michèle, belgische Pianistin
- Gurdi, Leonz (1814–1891), Schweizer Jurist und Politiker
- Gürdjian, Melkon (1859–1915), armenischer Schriftsteller, Hochschullehrer und Bürgerrechtsaktivist
- Gurdjian, Philippe (1945–2014), französischer Automobilrennfahrer
- Gurdjieff, Georges I. († 1949), armenisch-russischer Esoteriker, Schriftsteller, Choreograph, Komponist, LehrerGeorges I. Gurdjieff († 1949)

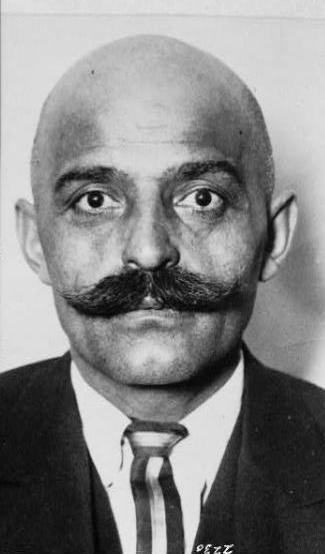
Georges I. Gurdjieff († 1949)

- Gurdon, John (* 1933), britischer Evolutionsbiologe
- Gurdon-Basimamovic, Mihaela (* 1971), kroatische Fußballspielerin
- Gurdus, Michael (1944–2017), israelischer Journalist und Abhörspezialist
- Gurdy, Annie Hurdy (* 1991), deutsche Folk-Musikerin, Multiinstrumentalistin, Sängerin und Songwriterin
- Gurdy, Patty (* 1997), deutsche Drehleierspielerin und Folkmusikerin
- Gurdzhi, Denis (* 2003), deutscher Eiskunstläufer

### Gure
- Guregian, Katelin (* 1987), US-amerikanische Ruderin
- Gürel, Aysel (1929–2008), türkische Schauspielerin und Dichterin
- Gürel, Ediz (* 2008), türkischer Schachgroßmeister
- Gürel, Mustafa (* 1988), türkischer Fußballspieler
- Gürel, Özge (* 1987), türkische Schauspielerin
- Gürel, Özhan (* 1980), türkischer Basketballspieler und -trainer
- Gürel, Peyami (* 1959), türkischer Maler und Kunstberater
- Gürel, Seden (* 1965), türkische Popmusikerin
- Gürel, Şükrü Sina (* 1950), türkischer Politiker
- Güreler, Hamza (* 2006), türkischer Fußballspieler
- Güremek, Mazhar (* 1944), türkischer Fußballspieler
- Guren, Helga (* 1986), norwegische Schauspielerin
- Gureň, Miloslav (* 1976), tschechischer Eishockeyspieler
- Guréndez, Lorena (* 1981), spanische Rhythmische Sportgymnastin
- Gürer, Doğa (* 1992), deutscher Schauspieler
- Gürerk, Özgür (* 1975), Ökonom und Hochschullehrer
- Güreş, Doğan (1926–2014), türkischer General und Politiker
- Güreş, Nilbar (* 1977), türkische Künstlerin
- Guretzky-Cornitz, Hans von (1855–1917), preußischer General der Infanterie
- Guretzky-Cornitz, Hermann von (1828–1892), preußischer General der Kavallerie und Gouverneur von Ulm
- Gurevich, Elena (* 1976), israelische Pianistin
- Gurevich, Elías, uruguayischer Geiger
- Gurevich, Ilya (* 1972), US-amerikanischer Schachspieler
- Gurevich, Michelle (* 1980), kanadische SängerinMichelle Gurevich (* 1980)

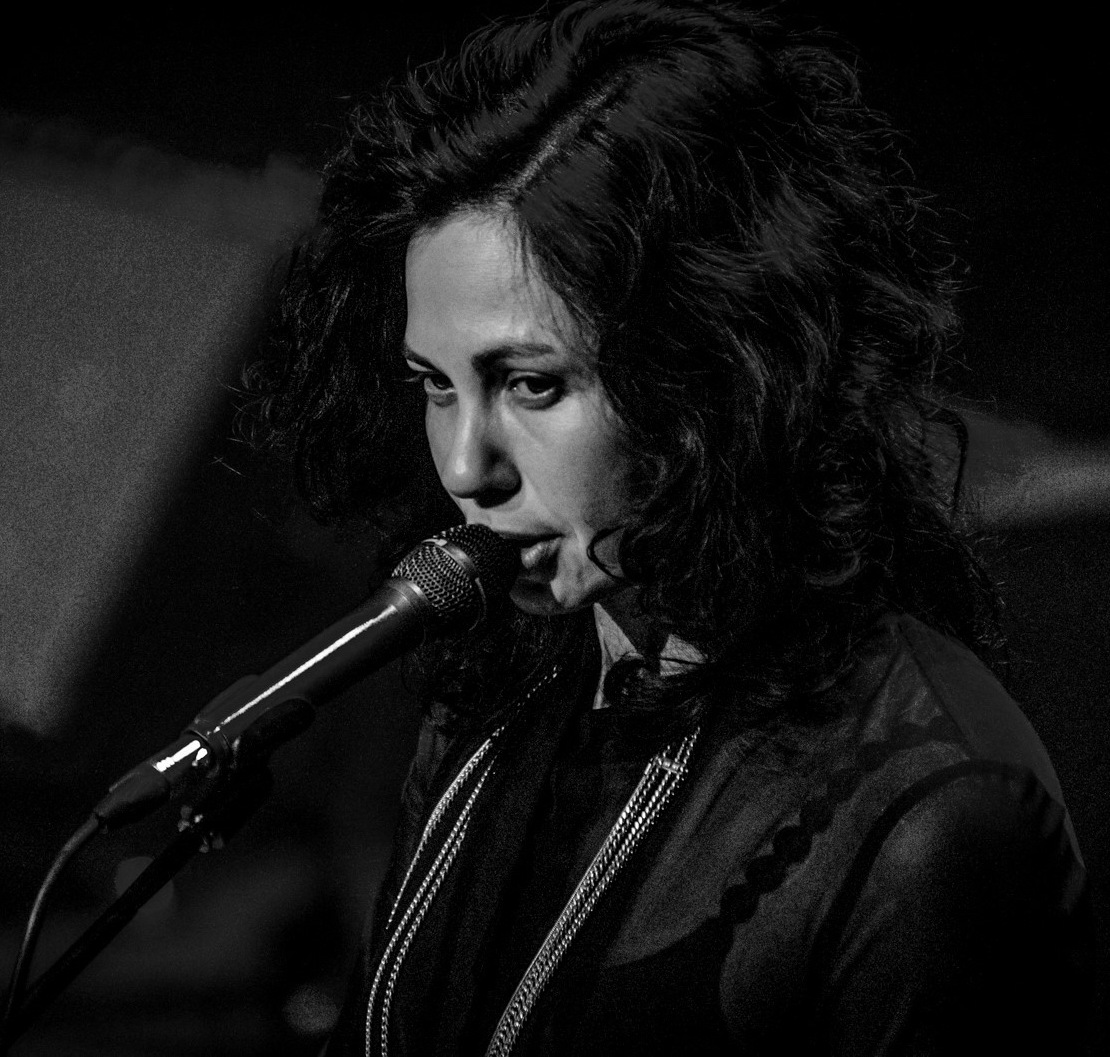
Michelle Gurevich (* 1980)

- Gurevych, Iryna (* 1976), deutsche Informatikerin und Hochschullehrerin
- Gurewitsch, Aaron Jakowlewitsch (1924–2006), russischer Mediävist
- Gurewitsch, Alexander Wiktorowitsch (1930–2023), russischer Plasmaphysiker
- Gurewitsch, Anatoli Markowitsch (1913–2009), sowjetischer Agent, Offizier des Militär-Nachrichtendienstes GRU
- Gurewitsch, Boris Maxowitsch (1931–1995), sowjetischer Ringer
- Gurewitsch, Boris Michailowitsch (1937–2020), sowjetischer Ringer
- Gurewitsch, Georgi Iossifowitsch (1917–1998), sowjetisch-russischer Science-Fiction-Autor
- Gurewitsch, Issai Israilewitsch (1912–1992), sowjetischer Physiker
- Gurewitsch, Jakow Grigorjewitsch (1841–1906), russischer Historiker, Pädagoge und Hochschullehrer
- Gurewitsch, Johannes Boris (1909–1996), russisch-deutscher Maler, Grafiker, Zeichner und Wandgestalter
- Gurewitsch, Lew Emmanuilowitsch (1904–1990), russischer Theoretischer Physiker, Festkörperphysiker, Astrophysiker und Hochschullehrer
- Gurewitsch, Ljubow Jakowlewna (1866–1940), russisch-sowjetische Schriftstellerin, Literatur- und Theaterkritikerin, Übersetzerin und Frauenrechtlerin
- Gurewitsch, Michail Iossifowitsch (1893–1976), sowjetischer Flugzeugkonstrukteur
- Gurewitsch, Michail Naumowitsch (* 1959), belgischer Schachmeister ukrainischer Herkunft
- Gurewitsch, Wadim Lwowitsch (1934–2021), russischer Physiker und Hochschullehrer
- Gurewitsch, Wera Dmitrijewna (* 1933), russische Pädagogin und AutorinWera Dmitrijewna Gurewitsch (* 1933)

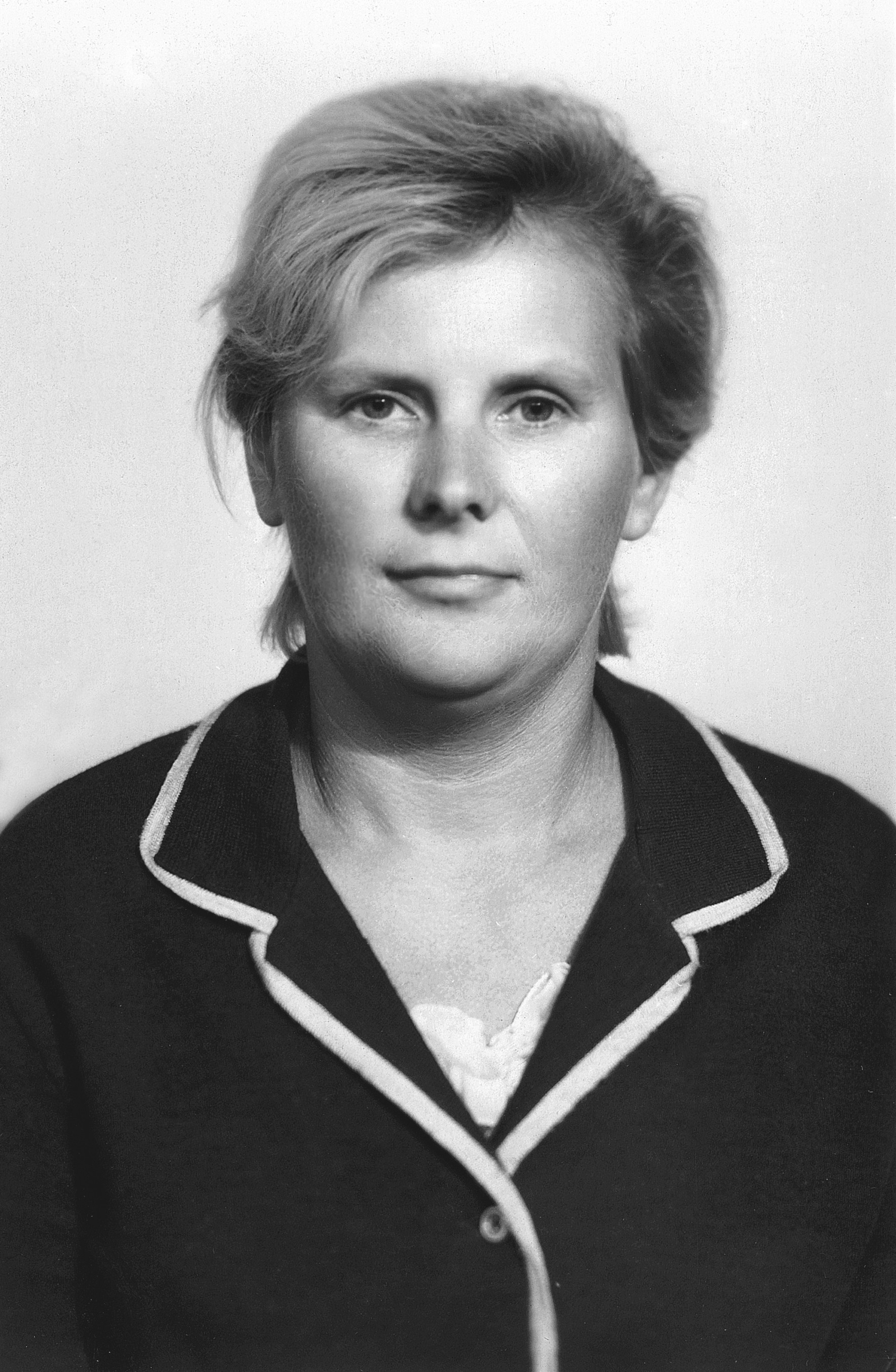
Wera Dmitrijewna Gurewitsch (* 1933)

- Gurewitz, Brett (* 1962), US-amerikanischer Gitarrist

### Gurf
- Gurfinkel, David (* 1938), israelischer Kameramann
- Gurfinkiel, Michel (* 1948), französischer Publizist

### Gurg
- Gurganus, Allan (* 1947), amerikanischer Schriftsteller
- Gurgeit, Hildegard (1913–2005), deutsche Widerstandskämpferin gegen den Nationalsozialismus und SED-Funktionärin
- Gurgel de Alencar Netto, Álvaro (1936–2006), brasilianischer Diplomat
- Gurgel do Amaral, Silvino (1874–1961), brasilianischer Diplomat
- Gurgel Valente, Maury (1921–1994), brasilianischer Diplomat
- Gurgel Valente, Murillo (* 1927), brasilianischer Diplomat
- Gurgel, Mário Teixeira (1921–2006), brasilianischer Geistlicher, römisch-katholischer Bischof von Itabira-Fabriciano
- Gurgel, Newton Holanda (1923–2017), brasilianischer Geistlicher, römisch-katholischer Bischof von Crato
- Gurgel, Udo (* 1938), deutscher Bauingenieur und Konstrukteur von Rennrodel-, Bob- und Skeletonbahnen
- Gürgen, Mehmet (* 1968), türkischer Boxer
- Gurgenes, König von Iberien
- Gurgenidse, Buchuti (1933–2008), georgischer, früher sowjetischer, SchachgroßmeisterBuchuti Gurgenidse (1933–2008)

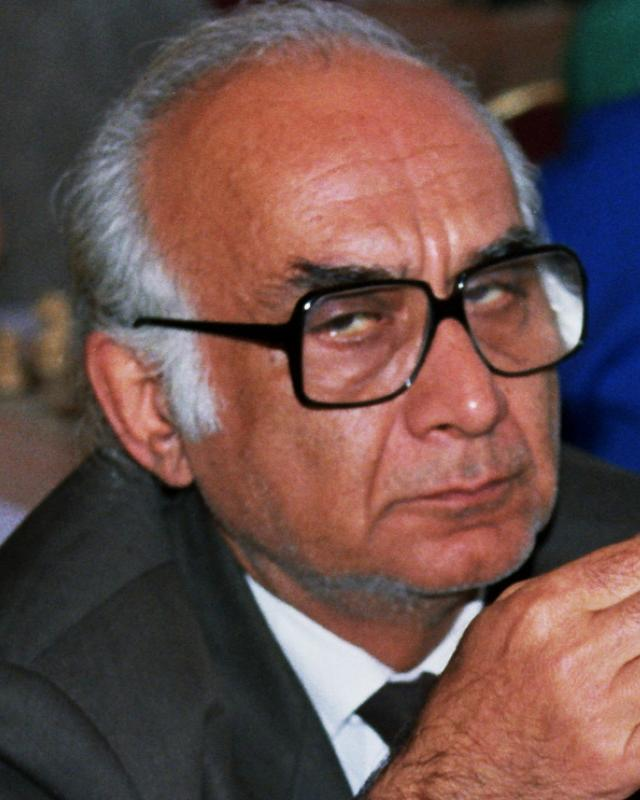
Buchuti Gurgenidse (1933–2008)

- Gurgenidse, Dawit (* 1953), georgischer Studienkomponist
- Gurgenidse, Lado (* 1970), georgischer Politiker
- Gurgiser, Fritz (* 1952), österreichischer Politiker (Liste Dinkhauser), Landtagsabgeordneter in Tirol
- Gurgo, Boay, tansanischer Langstreckenläufer
- Gürgüç, Hamza (1913–1988), türkischer General

### Guri
- Guri, Elis (* 1983), albanischer bzw. bulgarischer Ringer
- Guri, Qëndrim (* 1993), kosovarischer Radrennfahrer
- Gurian, Paul R. (* 1946), US-amerikanischer Filmproduzent und Drehbuchautor
- Gurian, Waldemar (1902–1954), deutschamerikanischer Politikwissenschaftler und Publizist
- Gurib-Fakim, Ameenah (* 1959), mauritische Politikerin, Präsidentin von Mauritius (2015 bis 2018)
- Gürich, Georg (1859–1938), deutscher Geologe und Paläontologe
- Gurics, György (1929–2013), ungarischer Ringer
- Guridi, Jesus (1886–1961), baskisch-spanischer Komponist
- Gurie, Sigrid (1911–1969), norwegisch-amerikanische Schauspielerin
- Gurigard, Vetle Ravnsborg (* 1990), norwegischer Biathlet
- Gurigard, Vilde Ravnsborg (* 1987), norwegische Biathletin, Skilangläuferin und Radsportlerin
- Guriljow, Alexander Lwowitsch (1803–1858), russischer Komponist
- Gurina, Ljubow Michailowna (* 1957), russische Mittelstreckenläuferin
- Gurina, Nina Nikolajewna (1909–1990), russisch-sowjetische Prähistorikerin
- Gurinow, Georgi Nikolajewitsch (1939–2012), russischer Admiral
- Gurira, Danai (* 1978), US-amerikanische SchauspielerinDanai Gurira (* 1978)

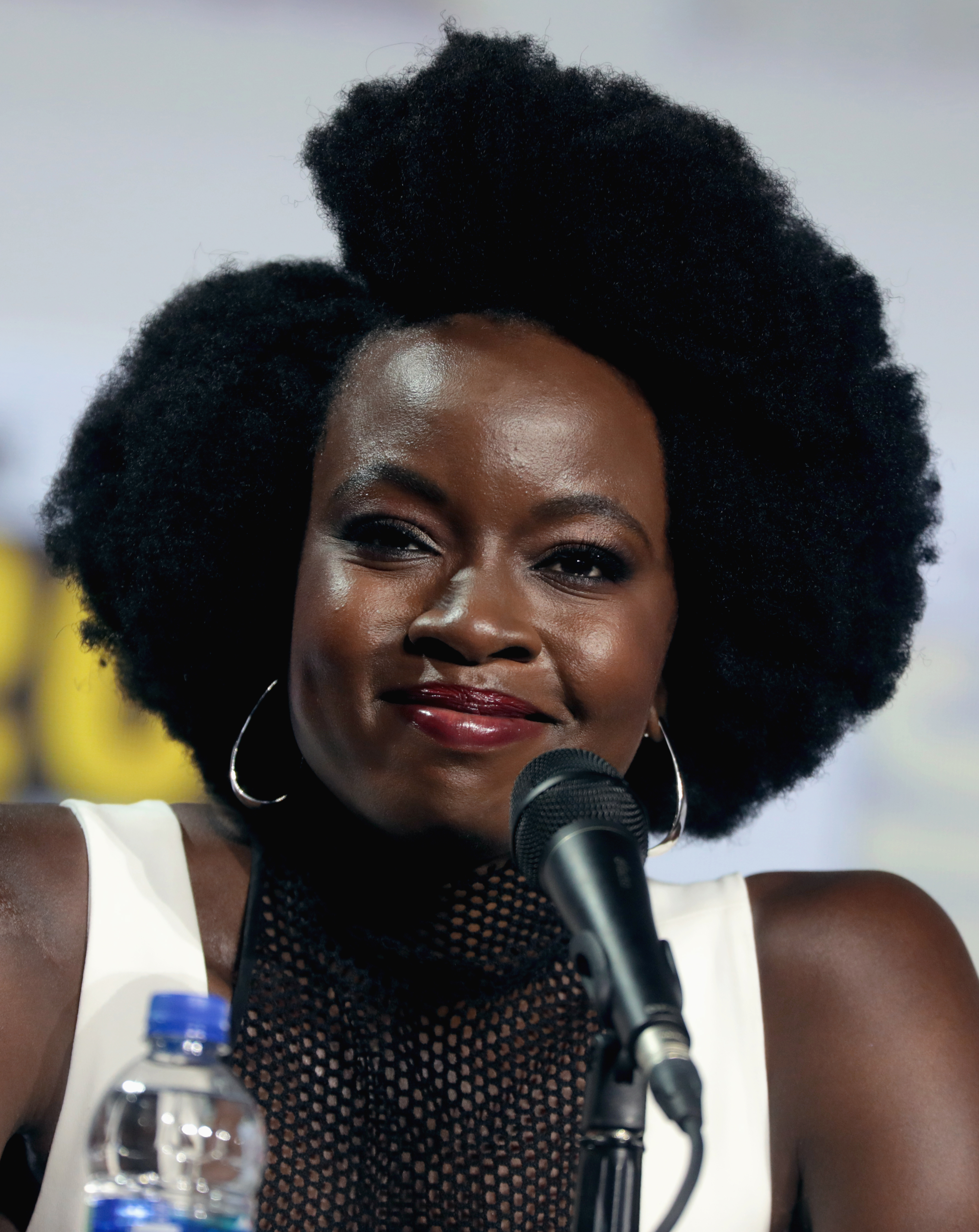
Danai Gurira (* 1978)

- Gurirab, Theo-Ben (1938–2018), namibischer Premierminister
- Gurisatti, Gréta (* 1996), ungarische Wasserballspielerin
- Guritzer, Johann (1897–1932), österreichischer Pilot

### Gurj
- Gurjanow, Denis Wladimirowitsch (* 1997), russischer Eishockeyspieler
- Gurjanow, Georgi Konstantinowitsch (1961–2013), russischer Sänger und Künstler
- Gurjanowa, Jewpraksija Fjodorowna (1902–1981), sowjetische Hydrobiologin und Hochschullehrerin
- Gurjew, Dmitri Alexandrowitsch (1758–1825), russischer Offizier, Staatsbeamter und Politiker
- Gurjewa, Anastassija Wjatscheslawowna (* 2005), russische Tennisspielerin
- Gurjewa, Ljudmila (* 1977), kasachische Biathletin

### Gurk
- Gurk, Eduard (1801–1841), österreichischer Maler
- Gurk, Franz (1898–1984), deutscher Politiker (CDU), MdL
- Gurk, Paul (1880–1953), deutscher Schriftsteller und MalerPaul Gurk (1880–1953)

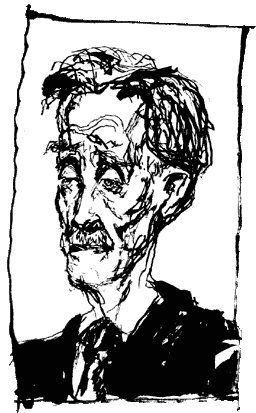
Paul Gurk (1880–1953)

- Gurkalow, Pawel Iwanowitsch (1939–2023), russischer Politiker, Mitglied des Föderationsrates von Russland
- Gürkan, Aydın Güven (1941–2006), türkischer Politiker
- Gürkan, Ertan (* 1937), türkischer Fußballspieler
- Gürkan, Fatoş (* 1966), türkische Anwältin und Politikerin
- Gürkan, Recep (* 1964), türkischer Politiker, Oberbürgermeister der Stadt Edirne
- Gurkasch, Dieter (* 1961), deutscher Yogalehrer
- Gürke, Max (1854–1911), deutscher Botaniker und Kakteenspezialist
- Gürke, Norbert (1904–1941), deutscher Völkerrechtler der NS-Zeit
- Gurke, Wolfgang (1937–2011), deutscher Politiker (CDU), MdL
- Gurkin, Jefim Jurjewitsch (* 1992), russischer Eishockeyspieler
- Gurko, Josef Wladimirowitsch (1828–1901), russischer General
- Gurko, Wassili Iossifowitsch (1864–1937), russischer Offizier, zuletzt General der Kavallerie
- Gurkov, Andrey (* 1959), russischer Journalist und Publizist

### Gurl
- Gurland, Arcadius Rudolf Lang (1904–1979), deutscher Politologe russischer Herkunft
- Gurland, Gottfried (1918–2002), deutscher Politiker (SPD)
- Gürler, Faruk (1913–1975), türkischer General und Politiker
- Gürler, Serdar (* 1991), türkisch-französischer Fußballspieler
- Gürler, Suna (* 1986), Schweizer Regisseurin, Schauspielerin und Theaterpädagogin
- Gürleth-Hey, Else (1869–1946), deutsche Blumen- und Porzellanmalerin, Dozentin und Privatlehrerin
- Gürlevik, Aydin (* 1980), deutscher Politiker (SPD), MdBB
- Gurley, Dawson (* 1993), US-amerikanischer YouTuber
- Gurley, Henry Hosford (1788–1833), US-amerikanischer Politiker
- Gurley, John A. (1813–1863), US-amerikanischer Politiker der Republikanischen Partei
- Gurley, Lydia (* 1984), irische Radsportlerin
- Gurley, Todd (* 1994), US-amerikanischer American-Football-SpielerTodd Gurley (* 1994)

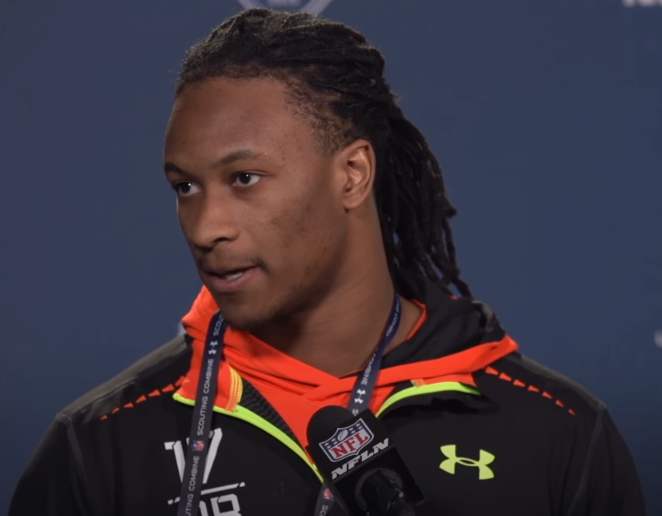
Todd Gurley (* 1994)

- Gürleyen, Ahmet (* 1999), deutscher Fußballspieler
- Gurlit, Elke (* 1959), deutsche Rechtswissenschaftlerin und Hochschullehrerin
- Gurlitt, Cornelia (1890–1919), deutsche Malerin
- Gurlitt, Cornelius (1820–1901), deutscher Komponist
- Gurlitt, Cornelius (1850–1938), deutscher Kunsthistoriker und ArchitektCornelius Gurlitt (1850–1938)

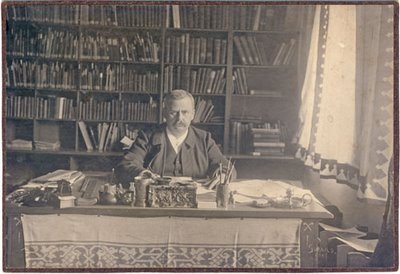
Cornelius Gurlitt (1850–1938)

- Gurlitt, Cornelius (1932–2014), deutscher Kunstsammler
- Gurlitt, Emanuel (1826–1896), deutscher Autor
- Gurlitt, Fritz (1854–1893), deutscher Kunsthändler, Galerist
- Gurlitt, Hildebrand (1895–1956), deutscher Kunsthistoriker und Kunsthändler
- Gurlitt, Johann Friedrich Karl (1802–1864), deutscher Theologe
- Gurlitt, Johann Gottfried (1754–1827), deutscher Philologe, Pädagoge und Lehrer
- Gurlitt, Louis (1812–1897), deutscher Landschaftsmaler der Hamburger Schule
- Gurlitt, Ludwig (1855–1931), deutscher Reformpädagoge
- Gurlitt, Manfred (1890–1972), deutscher Autor und Komponist
- Gurlitt, Wilhelm (1844–1905), deutscher Klassischer Archäologe
- Gurlitt, Wilibald (1889–1963), deutscher Musikwissenschaftler
- Gurlitt, Wolfgang (1888–1965), deutscher Kunsthändler und -sammler, Verleger und Galerist
- Gurlt, Adolf (1829–1902), deutscher Bergbauingenieur und Geologe
- Gurlt, Ernst Friedrich (1794–1882), deutscher Mediziner
- Gurlt, Ernst Julius (1825–1899), deutscher Chirurg
- Gurlt, Johann († 1839), deutscher Fleischergeselle und Raubmörder, letzte öffentlich hingerichtete Person in Berlin

### Gurm
- Gurma, Milto (* 1951), albanischer Fußballspieler
- Gurmai, Zita (* 1965), ungarische Politikerin, MdEP
- Gurman, Mark (* 1989), kasachischer Fußballspieler
- Gürman, Nafiz (1883–1966), türkischer Generalstabschef
- Gürman, Öykü (* 1982), türkische Schauspielerin und Sängerin
- Gurmann, Thomas (* 2006), österreichischer Fußballspieler
- Gurmeet Ram Rahim Singh (* 1967), indischer Guru
- Gürmen, Erol, türkischer Fußballspieler
- Gürmen, Lilâ (* 1966), türkische Schauspielerin
- Gurméndez, Gabriel (* 1960), uruguayischer Politiker
- Gürmeriç, Mustafa Berkay (* 1998), türkischer Stabhochspringer

### Gurn
- Gurnah, Abdulrazak (* 1948), tansanischer SchriftstellerAbdulrazak Gurnah (* 1948)

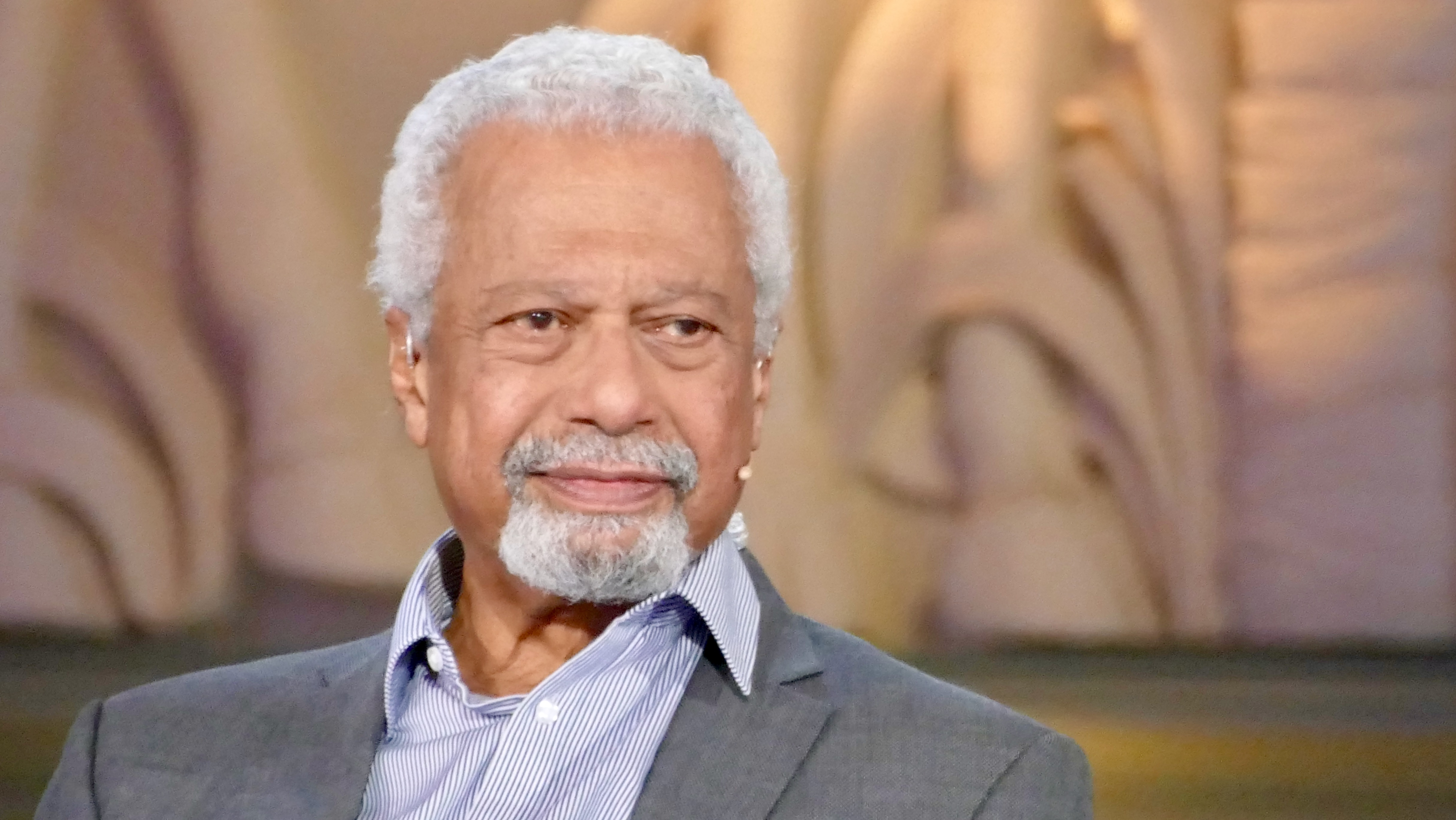
Abdulrazak Gurnah (* 1948)

- Gürne, Markus (* 1970), deutscher Journalist und Fernsehmoderator
- Gurnee, Walter S. (1813–1903), US-amerikanischer Politiker
- Gurnett, Donald A. (1940–2022), US-amerikanischer Physiker
- Gurnett, George († 1861), kanadischer Journalist, Politiker und Bürgermeister
- Gurney, Albert Ramsdell (1930–2017), US-amerikanischer Autor
- Gurney, Dan (1931–2018), US-amerikanischer Automobilrennfahrer, Konstrukteur und TeambesitzerDan Gurney (1931–2018)

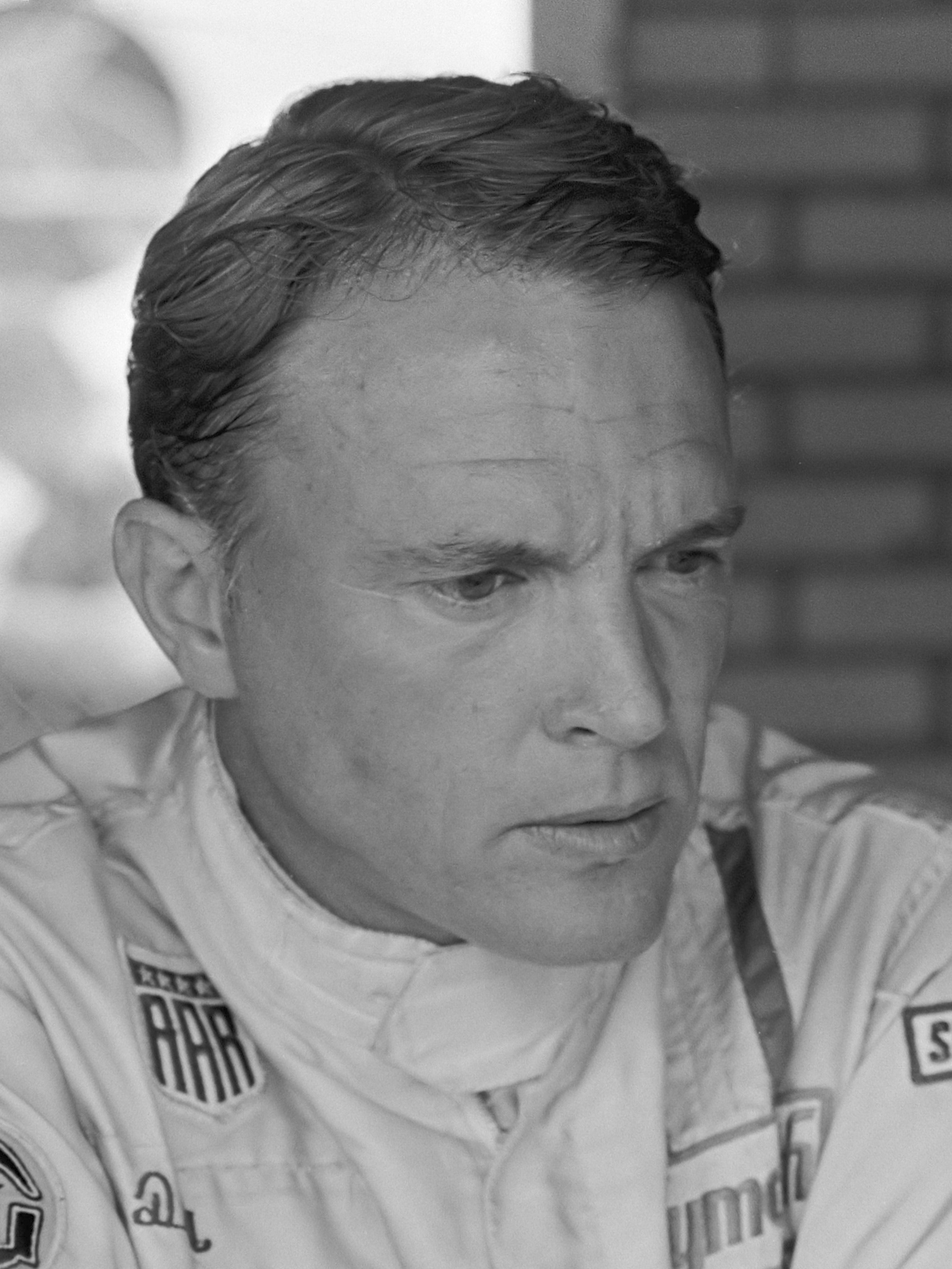
Dan Gurney (1931–2018)

- Gurney, Daryl (* 1986), nordirischer Dartspieler
- Gurney, Edward (1914–1996), US-amerikanischer Politiker
- Gurney, Goldsworthy (1793–1875), britischer Chirurg, Chemiker, Lecturer, Berater, Architekt, Konstrukteur, Erfinder und Hobbywissenschaftler während des Viktorianischen Zeitalters
- Gurney, Ivor (1890–1937), englischer Komponist und Dichter
- Gurney, James (* 1958), US-amerikanischer Künstler, Illustrator und Autor
- Gurney, John Chandler (1896–1985), US-amerikanischer Politiker (Republikanische Partei)
- Gurney, John Henry (1819–1890), britischer Ornithologe
- Gurney, Margaret (1908–2002), US-amerikanische Mathematikerin, Statistikerin und Computerprogrammiererin
- Gurney, Mary (1836–1917), englisch-britische Frauenbildungsaktivistin
- Gurney, Oliver R. (1911–2001), britischer Hethitologe
- Gurney, Robert (1879–1950), britischer Zoologe
- Gurney, Thomas, englischer Ritter
- Gurney, Thomas (1705–1770), britischer Parlaments- und Gerichtstenograf sowie Erfinder eines Stenografiesystems
- Gurnik, Adolf (1844–1903), deutscher Archivar und Autor
- Gurnsey, Byron H. (1833–1880), US-amerikanischer Fotograf
- Gürnth, Christiane Dorothea (1749–1813), deutsche Schriftstellerin
- Gurny, Max (1899–1994), Schweizer Jurist und Politiker (SP)

### Guro
- Guro, Jelena Genrichowna (1877–1913), russische Malerin, Buchillustratorin und Autorin
- Gurode, Andre (* 1978), US-amerikanischer American-Football-Spieler
- Gurol, Nina (* 1997), deutsche Pianistin
- Gurong Tshang Orgyen Jigdrel Chöying Dorje (1875–1932), Vertreter der Nyingma-Schule des tibetischen Buddhismus, 3. Gurong Tshang Rinpoche
- Gurovits, József (1928–2021), ungarischer Kanute
- Gurow, Jewgeni Alexejewitsch (1897–1987), sowjetischer Schauspieler
- Gurow, Kusma Akimowitsch (1901–1943), sowjetischer Generalleutnant
- Gurow, Maxim (* 1979), kasachischer Radrennfahrer
- Gurowa, Anna Wassiljewna (* 1981), russische Sprinterin
- Gurowa, Marija Alexandrowna (* 1989), russische Ringerin

### Gurp
- Gurpegui, Carlos (* 1980), spanischer Fußballspieler
- Gürpinar, Ates (* 1984), deutscher Politiker (Die Linke)Ates Gürpinar (* 1984)

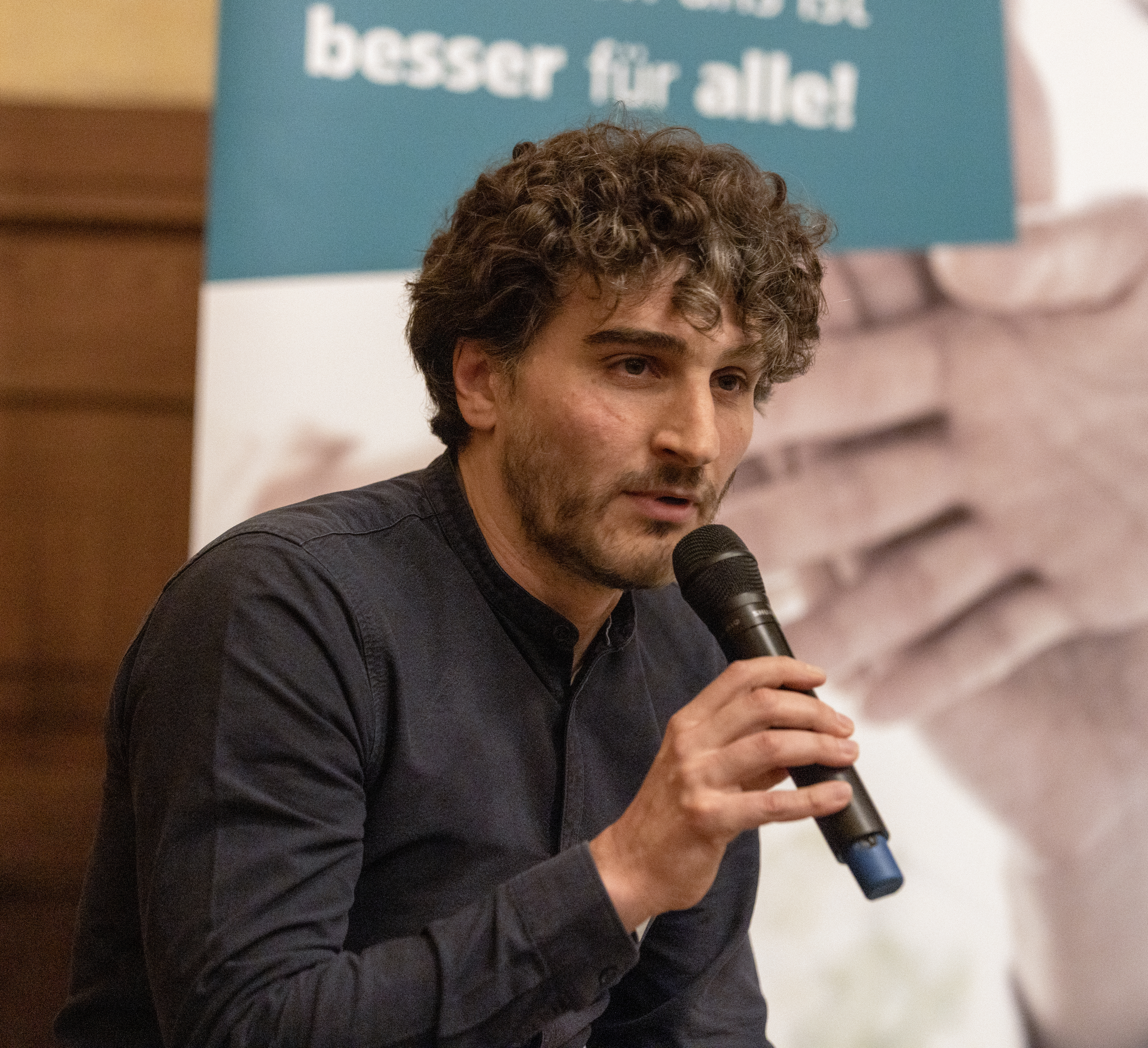
Ates Gürpinar (* 1984)

- Gürpınar, Hüseyin Rahmi (1864–1944), türkischer Autor und Übersetzer
- Gürpüz, Göktan (* 2003), türkisch-deutscher Fußballspieler

### Gurr
- Gurr, Andrew (* 1936), britischer Literaturwissenschaftler
- Gurr, Donna (* 1955), kanadische Schwimmerin
- Gurr, Elaine (1896–1996), neuseeländische Ärztin und medizinische Administratorin
- Gurr, Jack (* 1995), englischer Fußballspieler
- Gurr, Jens Martin (* 1974), deutscher Kultur- und Literaturwissenschaftler, Hochschullehrer
- Gurr, Lena (1897–1992), amerikanische Künstlerin
- Gurr, Ted Robert (1936–2017), US-amerikanischer Politikwissenschaftler und Hochschullehrer
- Gurr-Hirsch, Friedlinde (* 1954), deutsche Politikerin (CDU), MdL
- Gurran, Paul (1893–1944), deutscher Offizier, zuletzt Generalleutnant im Zweiten Weltkrieg
- Gurrea, Carlos de (1634–1692), Statthalter der spanischen Niederlande, Vizekönig von Katalonien
- Gurres, Anja (* 1994), deutsche Regisseurin und Autorin
- Gurri Aregay, Jan (* 2002), spanischer Handballspieler
- Gurri, Diego (* 1993), uruguayischer Fußballspieler
- Gurría, Ángela (1929–2023), mexikanische Bildhauerin
- Gurría, José Ángel (* 1950), mexikanischer OECD-Generalsekretär
- Gürrlich, Joseph Augustin (1761–1817), deutscher Organist und Komponist
- Gurruchaga Ezama, José Ramón (1931–2017), spanischer Ordensgeistlicher, römisch-katholischer Bischof von Lurín
- Gurruwiwi, Djalu, australischer Musiker und Kulturbotschafter
- Gurry, Francis (* 1951), australischer Jurist und UN-Beamter
- Gurry, Kick (* 1978), australischer SchauspielerKick Gurry (* 1978)

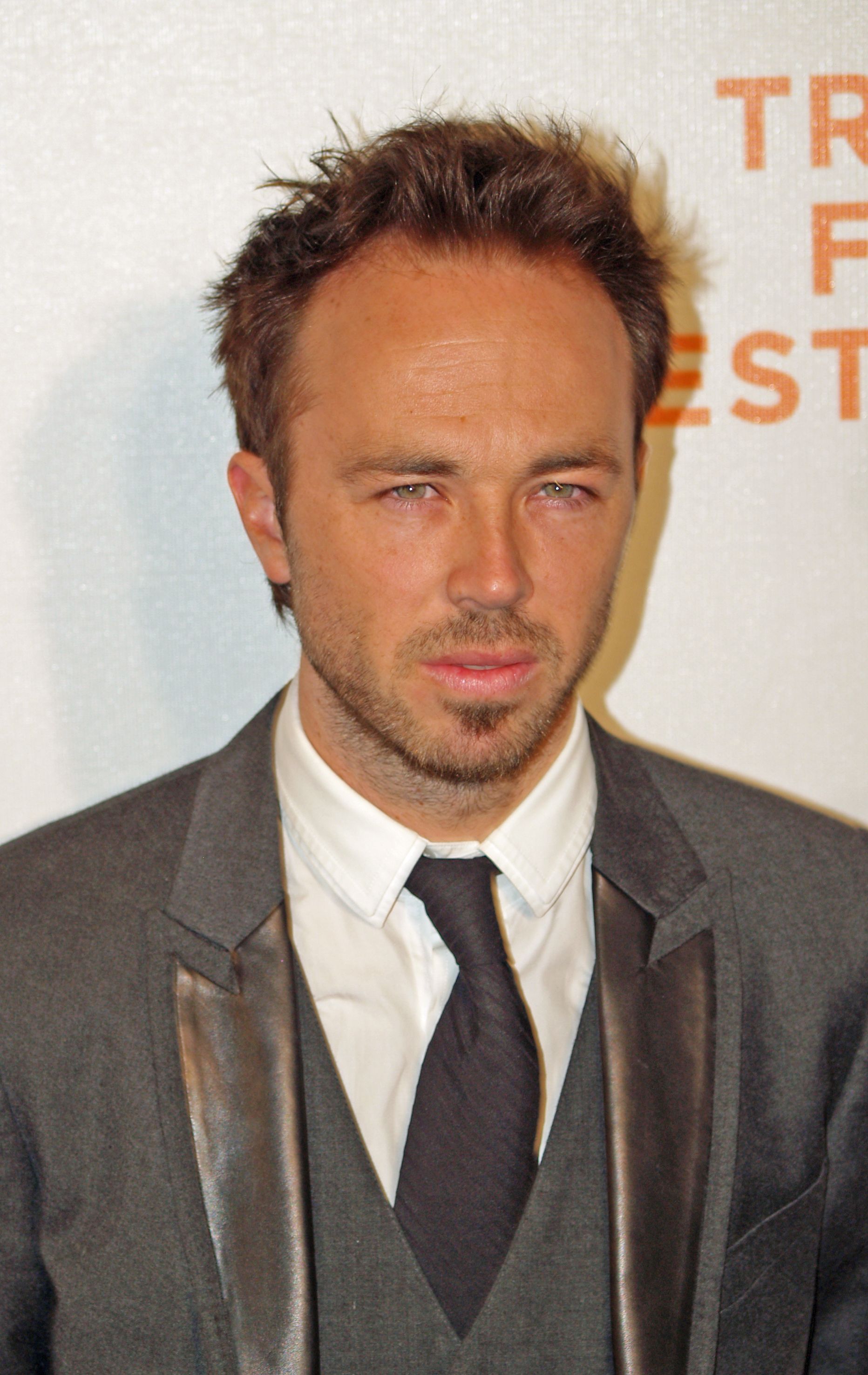
Kick Gurry (* 1978)

### Gurs
- Gursch, Corrado (* 1988), deutscher Politiker (CDU), MdL
- Gürsch, Günther (1919–2009), deutscher Jazz- und Unterhaltungsmusiker (Akkordeon, Piano, Arrangement)
- Gürsching, Albrecht (1934–2017), deutscher Komponist und Oboist
- Gürsching, Heinrich (1896–1955), deutscher Archivar
- Gurschler, Felix (* 1998), österreichischer Fußballspieler
- Gurschler, Friedrich (1923–2020), italienischer Bildhauer und Maler
- Gurschner, Alice (1869–1944), österreichische Schriftstellerin
- Gürschner, Daniel (* 1973), deutscher Judoka
- Gurschner, Gustav (1873–1970), österreichischer Bildhauer
- Gurschner, Herbert (1901–1975), österreichisch-britischer Maler und Grafiker
- Gürschner, Robert (* 1857), deutscher Bauingenieur
- Gürsel, Cemal (1895–1966), türkischer General und StaatspräsidentCemal Gürsel (1895–1966)

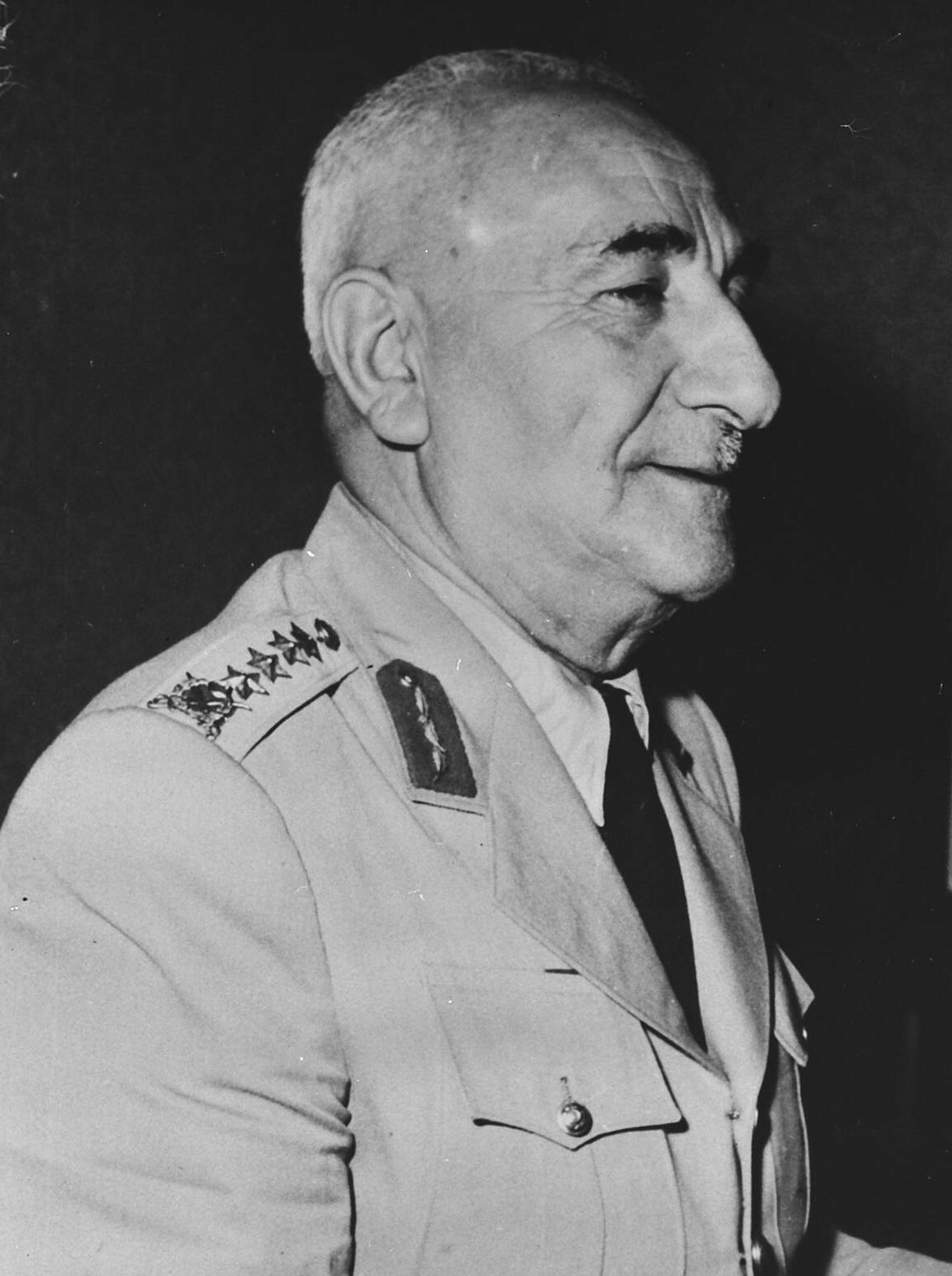
Cemal Gürsel (1895–1966)

- Gürsel, Gaye (* 1980), türkische Schauspielerin
- Gürsel, Gürcan (* 1959), türkischer Comiczeichner
- Gürsel, Nedim (* 1951), türkischer Autor
- Gürses, Ergin (1942–2002), türkischer Fußballspieler
- Gürses, Hakan (* 1961), österreichischer Philosoph, Erwachsenenbildner, Journalist und Musiker
- Gürses, Müslüm (1953–2013), türkischer Schauspieler und Sänger
- Gürsey, Feza (1921–1992), türkischer theoretischer Physiker
- Gurski, Michael (* 1979), deutscher Fußballtorhüter
- Gursky, André (* 1959), deutscher Philosoph, Historiker und Heimatforscher
- Gursky, Andreas (* 1955), deutscher FotografAndreas Gursky (* 1955)

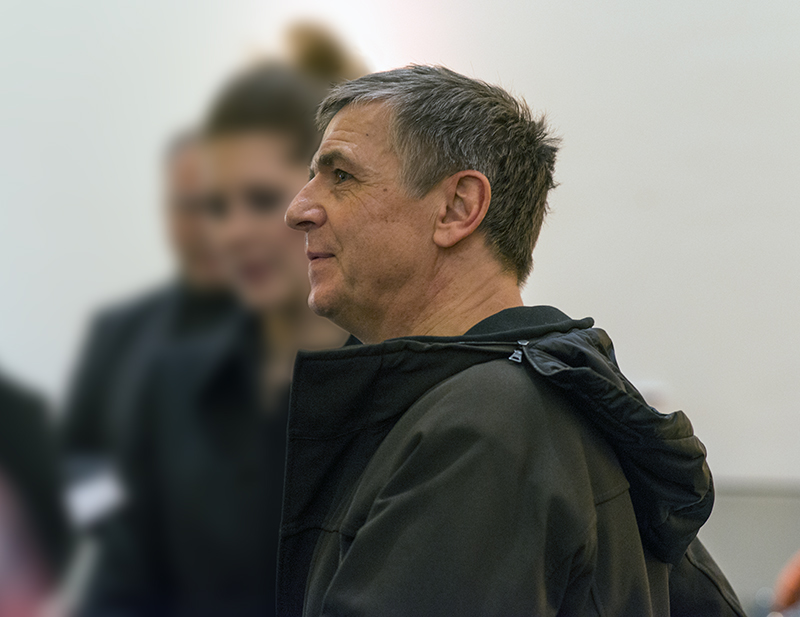
Andreas Gursky (* 1955)

- Gursky, Herbert (1930–2006), US-amerikanischer Astronom
- Gursky, Karl-Heinz (1943–2021), deutscher Jurist und Hochschullehrer
- Gurský, Zdeněk (* 1954), tschechischer Blasmusik-Komponist und Musiker
- Gürsoy, Bedri (1902–1994), türkischer Fußballspieler
- Gürsoy, Dilek (* 1976), deutsche Herzchirurgin
- Gürsoy, Gürhan (* 1987), türkischer Fußballspieler
- Gurstein, Alexander Aronowitsch (1937–2020), sowjetischer bzw. russischer Astronom und Hochschullehrer
- Gurstein, Aron Scheftelewitsch (1895–1941), russisch-sowjetischer jiddisch-schreibender Schriftsteller, Literaturwissenschaftler und Literaturkritiker
- Gürster, Eugen (1895–1980), deutscher Dramaturg und Diplomat
- Gürster, Joseph (1811–1879), bayerischer Richter, Landtagsabgeordneter und Abgeordneter des Zollparlaments

### Gurt
- Gürt, Elisabeth (1911–1998), österreichische Schriftstellerin
- Gurt, Philipp (* 1968), Schweizer Autor
- Gürteler, Richard (1936–2000), deutscher Politiker (CSU), MdL
- Gürth, Basilia (1923–2018), österreichische Äbtissin, Malerin und Glaskünstlerin
- Gürth, Detlef (* 1962), deutscher Politiker (DDR-CDU, CDU), MdV, MdL
- Gürth, Olivia (* 2002), deutsche HindernisläuferinOlivia Gürth (* 2002)

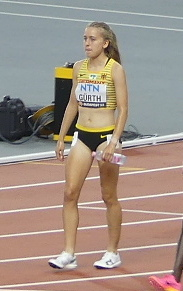
Olivia Gürth (* 2002)

- Gürth, Paula (1908–1974), deutsche Politikerin (SED) und DFD-Funktionärin
- Gurtin, Morton (1934–2022), US-amerikanischer Ingenieurwissenschaftler für Mechanik und Materialwissenschaft
- Gurtjew, Leonti Nikolajewitsch (1891–1943), sowjetischer Generalmajor
- Gürtler, Alfred (1875–1933), österreichischer Statistiker, Nationalökonom und Politiker
- Gürtler, André (1936–2021), Schweizer Typograf, Schriftgestalter und Lehrer
- Gürtler, Danny (1875–1917), deutscher Schauspieler und Filmschauspieler, Kabarettist, Lyriker
- Gürtler, Danny der Jüngere, deutscher Theater- und Filmschauspieler
- Gürtler, Fabian, humanistischer Autor und Mediziner
- Gürtler, Herbert (1932–2004), deutscher Tiermediziner und Hochschullehrer
- Gürtler, Jan (* 1970), deutscher Rollstuhl-Tischtennisspieler
- Gürtler, Johann (1868–1936), österreichischer Fleischermeister und Politiker (CS), Abgeordneter zum Nationalrat
- Gürtler, John (* 1981), deutscher Saxophonist und Filmkomponist
- Gürtler, Katja (* 1989), österreichische Fußballspielerin und -trainerin
- Gürtler, Lutz (* 1942), deutscher Virologe
- Gürtler, Nicolaus (1654–1711), Schweizer Theologe und Hochschullehrer
- Gürtler, Paul (1905–1982), Schweizer Politiker
- Gürtler, Reiner (* 1955), deutscher Fußballspieler
- Gürtler, Rupert (* 1956), österreichischer Skispringer
- Gürtler, Walter (1931–2012), Schweizer Bildhauer
- Gürtler-Mauthner, Elisabeth (* 1950), österreichische Unternehmerin
- Gürtlich, Gerhard (* 1953), österreichischer Publizist und Spitzenbeamter
- Gürtner, Albert (* 1960), deutscher Kommunalpolitiker (Freie Wähler)
- Gurtner, Andrea (* 2001), österreichische Fußballspielerin
- Gurtner, Barbara (* 1943), Schweizer Politikerin (POCH)
- Gurtner, Esther (* 1994), Schweizer Unihockeyspielerin
- Gürtner, Franz (1881–1941), deutscher Jurist, Justizminister während der Zeit des NationalsozialismusFranz Gürtner (1881–1941)

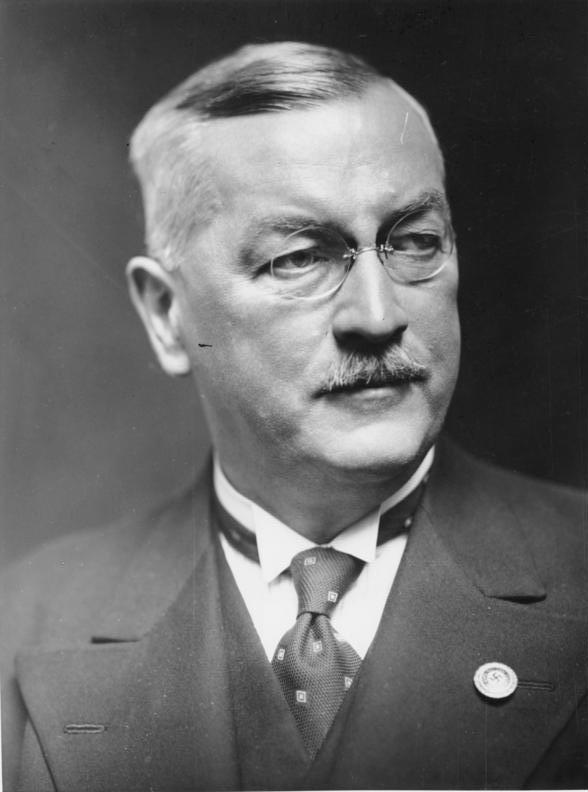
Franz Gürtner (1881–1941)

- Gürtner, Joachim, deutscher Hörspielregisseur
- Gurtner, Marco (* 1993), Schweizer Slam-Poet und Musiker
- Gurtner, Régis (* 1986), französischer Fußballspieler
- Gurtner, Rudolf (1927–2019), österreichischer Landwirt und Politiker (ÖVP), Abgeordneter zum Nationalrat
- Gurtner, Ulrich (* 1956), Schweizer Unternehmer in Guatemala und ehemaliger Fussballspieler
- Gürtner, Werner (1907–1991), deutscher Bildhauer und Betongiesser
- Gurtner, Werner (1949–2009), Schweizer Geodät
- Gurtowoi, Anatoli, russischer Geschäftsmann und Pokerspieler
- Gurtschenko, Ljudmila Markowna (1935–2011), russische Schauspielerin
- Gurtu, Shobha (1925–2004), indische Sängerin
- Gurtu, Trilok (* 1951), indischer Perkussionist, Sänger und Komponist
- Gürtuna, Ali Müfit (* 1952), türkischer Jurist und Politiker
- Gürtzig, Erich (1912–1993), deutscher Grafiker, Zeichner, Comiczeichner, Karikaturist und Illustrator
- Gürtzig, Inge (1935–2020), deutsche Grafikerin, Comiczeichnerin, Karikaturistin und Illustratorin

### Guru
- Guru (1961–2010), US-amerikanischer RapmusikerGuru (1961–2010)

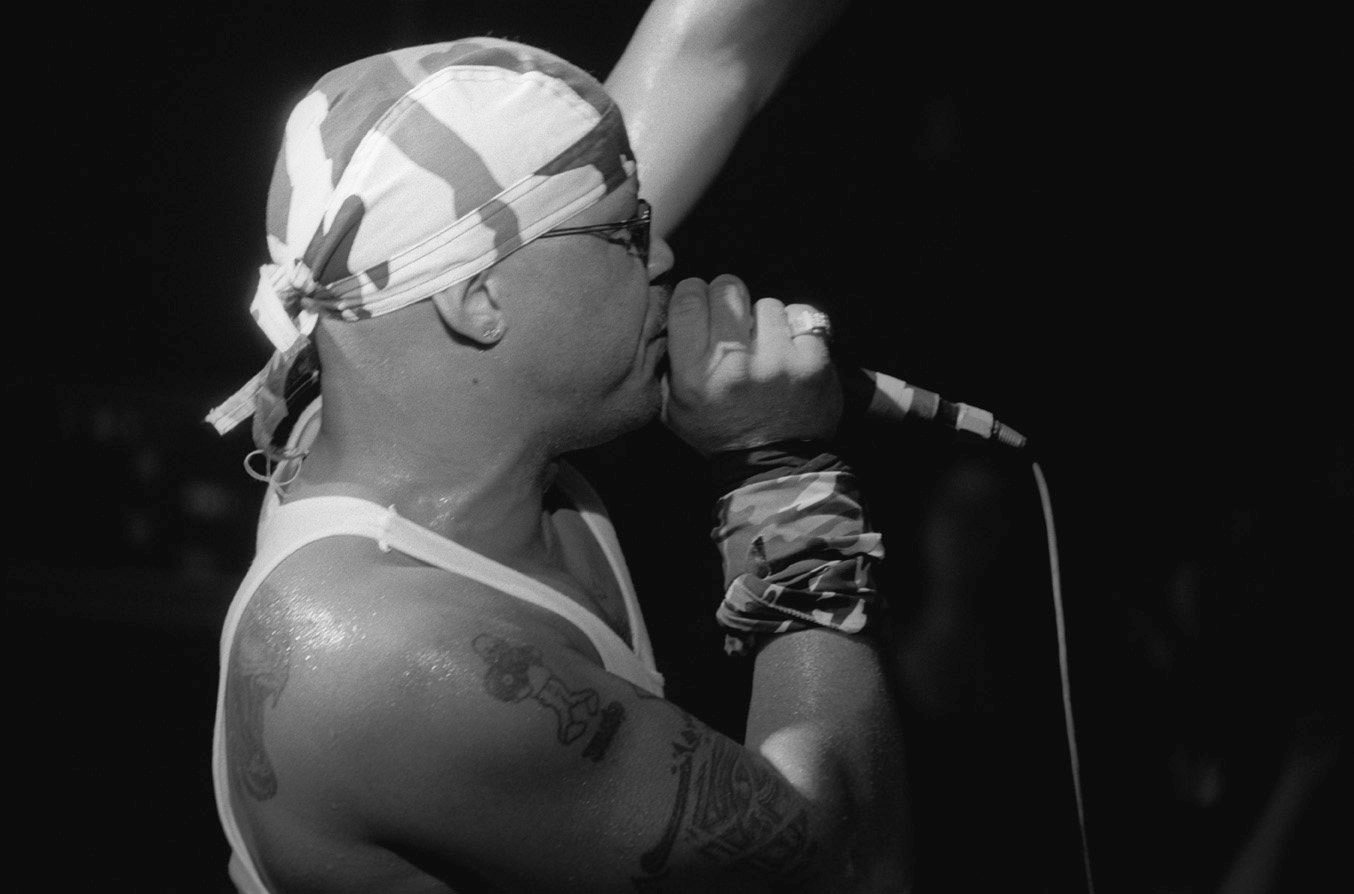
Guru (1961–2010)

- Guru Chökyi Wangchug (1212–1270), Tertön-König der Nyingma-Schule des tibetischen Buddhismus
- Guru Josh (1964–2015), britischer Musiker und Musikproduzent
- Guru, Ella (* 1966), US-amerikanische Malerin und Musikerin
- Guruceaga Iturriza, Francisco de (1928–2012), römisch-katholischer Bischof
- Guruceaga, Gastón (* 1995), uruguayischer Fußballspieler
- Gurule, Martin (1969–1998), US-amerikanischer Strafgefangener
- Guruli, Lascha (* 1996), georgischer Boxer
- Gurung, Anil (* 1988), nepalesischer Fußballspieler
- Gurung, Jassita (* 1996), britisch-nepalesische Schauspielerin und Model
- Gurung, Mipham Yoezer (* 1999), bhutanischer Sprinter
- Gurung, Prabal (* 1979), nepalesisch-amerikanischer Modedesigner
- Gurung, Prabhat (* 2004), nepalesisch-hongkonger Fußballspieler
- Gurung, Punam (* 1992), nepalesische Badmintonspielerin
- Gurung, Rishma (* 1994), nepalesische Schauspielerin
- Gurupadaswamy, M. S. (1922–2011), indischer Politiker
- Gurusaidutt, R. M. V. (* 1990), indischer Badmintonspieler
- Guruzeta, Gorka (* 1996), spanischer Fußballspieler

### Gurv
- Gurvitch, Georges (1894–1965), russisch-französischer Soziologe
- Gurvitch, Leon (* 1979), belarussischer Komponist, Pianist und Dirigent
- Gurvitz, Adrian (* 1949), britischer Musiker

### Gurw
- Gurwitsch, Abram Solomonowitsch (1897–1962), sowjetischer Literaturwissenschaftler, Theaterkritiker und Schachkomponist
- Gurwitsch, Alexander Gawrilowitsch (1874–1954), russischer Biologe und Mediziner
- Gurwitsch, Aron (1901–1973), US-amerikanischer Philosoph
- Gurwitsch, Lija Jakowlewna (1914–2010), sowjetische bzw. russische Elektrochemikerin und Werkstoffwissenschaftlerin
- Gurwood, John (1790–1845), britischer Offizier

### Gury
- Gury, Jean-Pierre (1801–1866), französischer Moraltheologe
- Gury, Paul (1888–1974), kanadischer Schauspieler und Regisseur französischer Herkunft
- Guryan, Margo (1937–2021), amerikanische Singer-Songwriterin
- Guryca, Jan (* 1982), deutsch-französischer EishockeytorwartJan Guryca (* 1982)

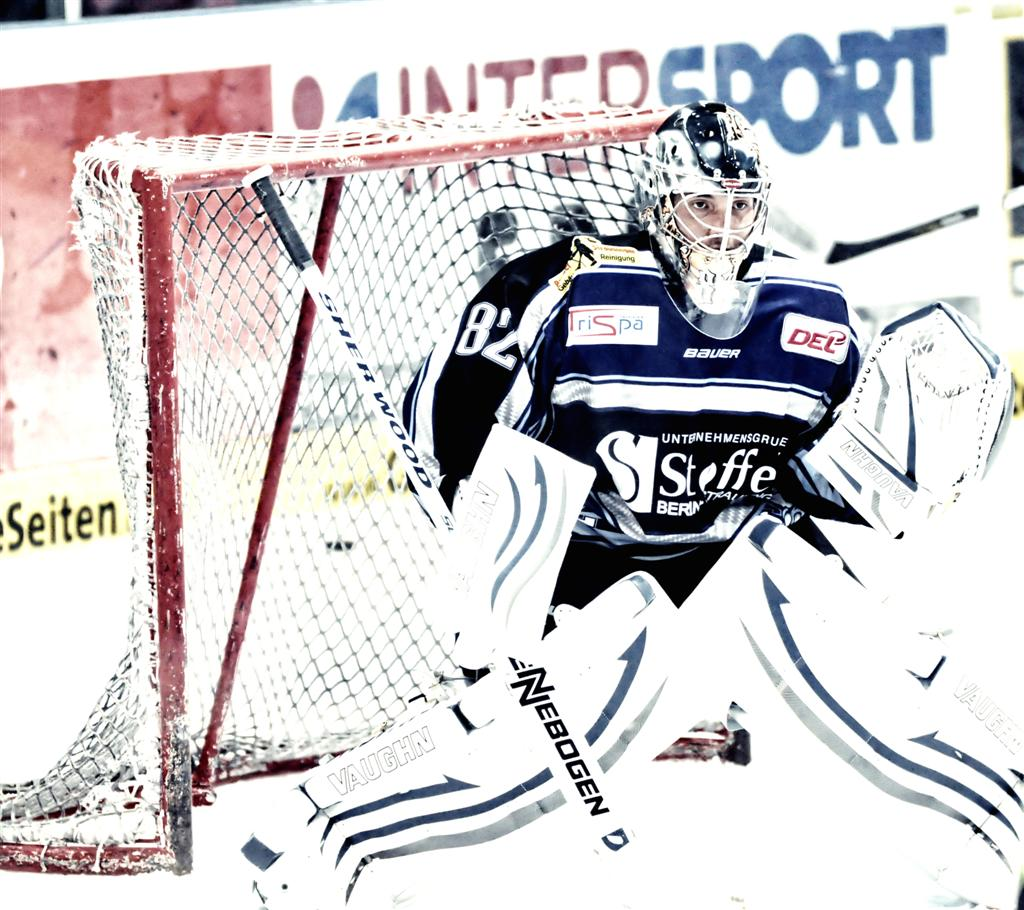
Jan Guryca (* 1982)

- Gurýewa, Polina (* 1999), turkmenische Gewichtheberin
- Guryschew, Alexei Michailowitsch (1925–1983), sowjetischer Eishockeyspieler

### Gurz
- Gurzijew, Batras Olegowitsch (* 1998), russischer Fußballspieler
- Gurzkaia, Diana (* 1979), georgische Sängerin